# Espanto (banda)
Espanto es una banda de indie y pop formada en Logroño en el año 2005.

## Historia
El grupo lo componen Luis F. Bayo y Teresa Jimeno, ambos profesores de secundaria. Trabajaron en sus inicios con la discográfica Birra y Perdiz, con tiradas mínimas. Esto les supuso problemas, ya que en muchos conciertos agotaban sus discos mientras algunas personas se quedaban sin su copia. Este problema lo paliaron con Austrohúngaro, sello con el que pasaron a trabajar a partir de 2011.

## Estilo e influencias
Espanto han reconocido su gusto por la música pop, en especial de los años 80 y 90. Su estilo mezcla diferentes aspectos, desde lo más pop hasta lo espiritual y lo más sofisticado.

## Discografía

### Álbumes
- 2007: Cantando en tu siesta.
- 2008: Ísimos.
- 2008: Espanto / Anntona - Split CD-R.
- 2010: Érrimos.
- 2011: Ísimos Y Érrimos.
- 2011: Errísimos.
- 2012: Rock'n roll.
- 2016: Fruta y verdura.
- 2021: Cemento.
- 2024: Rumores.

### EP
- 2018: Tres canciones nuevas.

### Sencillos
- 2020: "Mapa de la ciudad de Logroño".